# 괴짜 경제학
괴짜 경제학은 경제학자들이 보통 잘 다루지 않는, 그러니까 경제학 영역을 벗어나는 것으로 여겨지는 주제들을 탐구하고 있는 서적이다. 그가 가장 큰 관심을 가진 주제는 범죄와 부정행위이다. 그리고 인종문제나 낙태, 교육 같은 주제들도 함께 등장한다. 
범죄, 부정행위 및 통상적으로 우리가 진실이라고 믿고 있던 것에 대하여 그 인과관계를 경제학적(실제로는 통계학적)으로 분석하여 예상외의 결과를 보여주고 있다.

## 주요 내용
1. 교사와 스모 선수의 공통점은?
  - 해답: 부정행위를 저지른다.
2. KKK와 부동산 중개업자는 어떤 부분이 닮았을까?
  - 해답: 남들에게 없는 정보를 보유함으로써 영향력을 갖는다.
3. 마약 판매상은 왜 어머니와 함께 사는가?
  - 해답: 마약판매상의 벌이는 시원치 않다.
4. 그 많던 범죄자들은 다 어디로 갔을까?
  - 해답: 태어나지 않았다. 왜? 낙태당했으니까.
5. 완벽한 부모는 어떻게 만들어지는가?
  - 해답: 완벽한 부모란 없다.
6. 부모는 아이에게 과연 영향을 미치는가!